# Бьярки Бьяркасон
Бьярки Стейн Бьяркасон (исл. Bjarki Steinn Bjarkason; родился 11  мая 2000 года в Рейкьявик, Исландия) — исландский футболист, полузащитник итальянского клуба «Венеция» и сборной Исландии.

## Клубная карьера
Бьяркасон — воспитанник клуба «Афтурельдинг». 15 июля 2017 года в матче против «Вольсунгур» он дебютировал за основной состав. В начале 2018 года Бьяркасон перешёл в «Акранес». 5 мая в матче против «Лейкнира» он дебютировал за новую команду. 20 июня в поединке против «Магни» Бьярки забил свой первый гол за «Акронес». По итогам сезона Бьяркасон помог клубу выйти в элиту. 27 апреля в матче против «Акюрейри» он дебютировал чемпионата Исландии. 
В 2020 году Бьяркасон перешёл в итальянскую «Венецию». 20 октября в матче против «Пескары» он дебютировал в Серии B. По итогам сезона Бьяркасон помог команде выйти в элиту. 

## Международная карьера
В 2021 году Бьяркасон в составе молодёжной сборной Исландии принял участие в молодёжном чемпионате Европы в Венгрии и Словении. На турнире он сыграл в матче против команды Франции. 